# Enicosanthum cupulare
Enicosanthum cupulare är en kirimojaväxtart som först beskrevs av George King, och fick sitt nu gällande namn av Airy Shaw. Enicosanthum cupulare ingår i släktet Enicosanthum och familjen kirimojaväxter. IUCN kategoriserar arten globalt som sårbar. Inga underarter finns listade i Catalogue of Life.